# Geschichtskarte

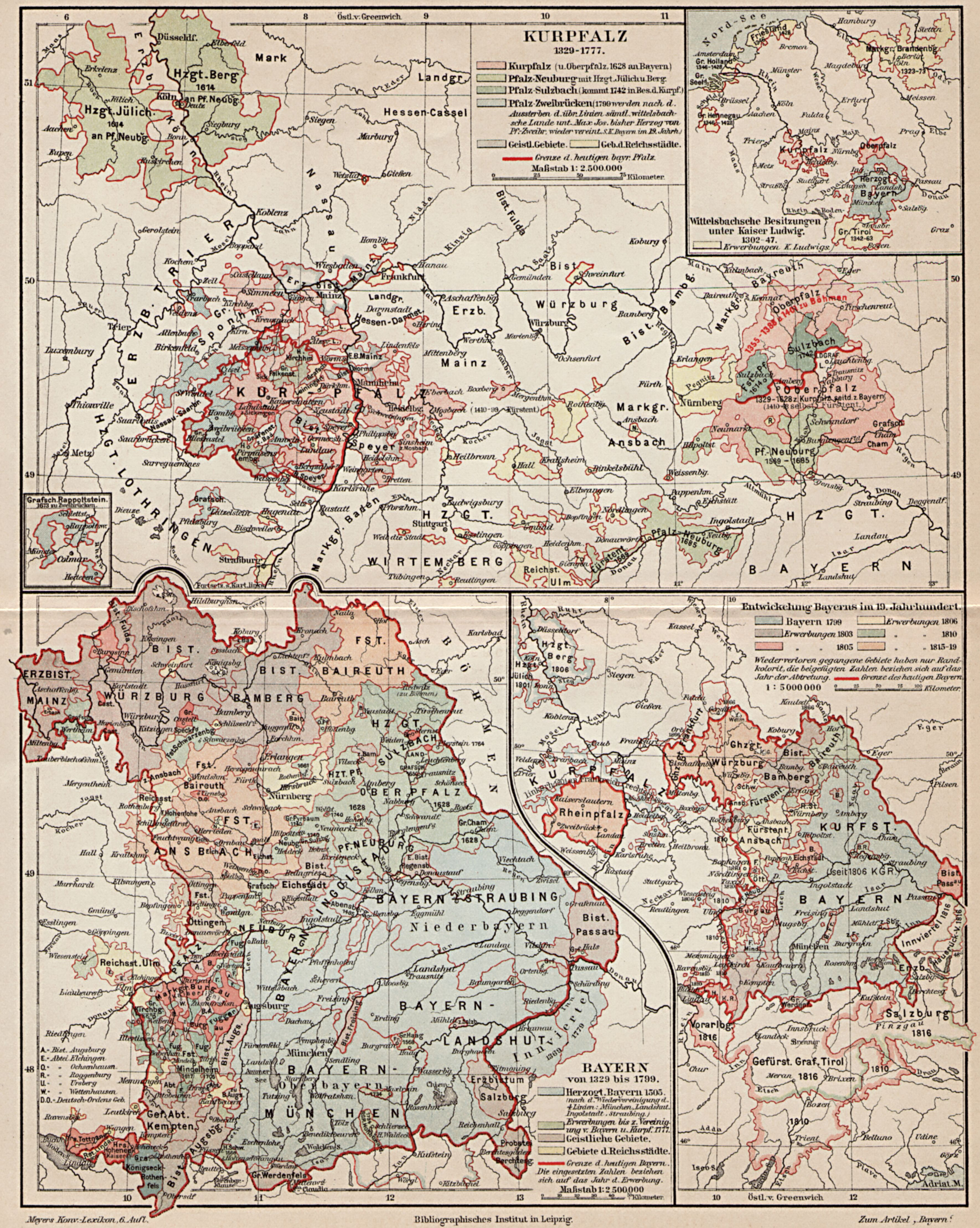
Geschichtskarte von Bayern und der Kurpfalz

Eine Geschichtskarte ist ein Werk der Kartografie, das einen Sachverhalt der Vergangenheit, zum Beispiel ein Ereignis der Weltgeschichte, als thematische Karte zusammenfasst. Eine Sammlung von Geschichtskarten in Buchform wird Geschichtsatlas genannt.

## Begriff
Der Begriff Geschichtskarte wird in der kartografiehistorischen Fachliteratur eindeutig verwendet. Dagegen ist historische Karte nicht eindeutig, da dies (meist in nicht fachsprachlicher Umgebung) auch eine alte Karte bezeichnen kann. Anders liegt der Fall beispielsweise im Englischen, wo historical map stets eine Geschichtskarte meint und im Allgemeinen nicht mit einer alten Karte verwechselt wird.
Selbstverständlich kann eine Geschichtskarte aus dem 18. Jahrhundert, deren Thema ein noch weiter zurückliegendes Ereignis ist, aus heutiger Sicht zugleich eine Altkarte sein (Altkarten sind je nach Definition Karten, die vor 1800 oder 1850 erschienen sind).
Die Gemeinde Bergdietikon, Kanton Aargau, Schweiz, hat eine Geschichtskarte veröffentlicht, welche die Entstehungsgeschichte der Ortschaft über eine Karte bis in die aktuelle Zeit darstellt.
Alle relevanten geografischen Punkte der Ortschaft, also Natürliche Punkte sowie Orte, welche durch Bebauung oder Ereignisse historisch wichtig sind, wurden in einer Karte zusammengefasst. Dabei wurde nicht nur der einzelne Punkt bez. Ort bebildert und beschrieben, sondern auch die Zusammenhänge mit weiteren Punkten hergestellt. Zu jedem Punkt wurde seine Geschichte recherchiert, welche jetzt in der Karte erzählt wird. 
Alles wurde auf einer Zeitschiene zusammengefasst, so dass der Nutzer durch Verschieben der Zeitlinie das Wachstum und die Entwicklung der Gemeinde nachvollziehen kann. 
Die Karte beginnt mit den ersten historischen Informationen von 1130 und führt bis ins aktuelle Jahr. Die Geschichte der Gemeinde wird in der Karte aktuell nachgeführt. 